# Huskvarna köping
Huskvarna köping var en tidigare kommun i Jönköpings län. 

## Administrativ historik
Huskvarna köping bildades 1907 genom en utbrytning ur Hakarps landskommun. 1911 ombildades köpingen till Huskvarna stad.
I kyrkligt hänseende hörde staden till Hakarps församling.